# Distretto di Qixia
Il distretto di Qixia è un distretto dello Jiangsu, in Cina. È sotto l'amministrazione della città di Nanchino.
Il distretto di Qixia comprende circa 700.000 abitanti.